# Unión de Trabajadores del Campo del Suroeste de Eslovaquia
La Unión de Trabajadores del Campo del Suroeste de Eslovaquia fue un sindicato de trabajadores agrícolas húngaros en Eslovaquia. La organización estaba afiliada al centro sindical húngaro-alemán «Union». Gyula Nagy, una figura importante en la izquierda en Eslovaquia en tal época, fue el secretario de la Unión de Trabajadores del Campo del Suroeste de Eslovaquia (además de ser el secretario de «Union» y parlamentario del Partido Socialdemócrata Húngaro-Alemán).
La Unión de Trabajadores del Campo del Suroeste de Eslovaquia celebró un congreso el 4 de abril de 1920 en Bratislava. En tal congreso de Gyula Nagy argumentaba que obteniendo acuerdos salariales colectivos y reforma agraria fueron temas más urgentes que lucha revolucionaria.